# Келлітон (Алабама)
Келлітон (англ. Kellyton) — місто (англ. town) в США, в окрузі Куса штату Алабама. Населення — 129 осіб (2020).

## Географія
Келлітон розташований за координатами 32°58′45″ пн. ш. 86°2′5″ зх. д. / 32.97917° пн. ш. 86.03472° зх. д. (32.979188, -86.034608).  За даними Бюро перепису населення США в 2010 році місто мало площу 2,50 км², з яких 2,50 км² — суходіл та 0,00 км² — водойми.

## Демографія
Згідно з переписом 2010 року, у місті мешкало 217 осіб у 92 домогосподарствах у складі 64 родин. Густота населення становила 87 осіб/км².  Було 110 помешкань (44/км²).
Расовий склад населення:
| - 68,2 % — білих - 19,8 % — чорних або афроамериканців - 9,2 % — осіб інших рас |

До двох чи більше рас належало 2,8 %. Частка іспаномовних становила 11,5 % від усіх жителів.
За віковим діапазоном населення розподілялося таким чином: 22,1 % — особи молодші 18 років, 55,3 % — особи у віці 18—64 років, 22,6 % — особи у віці 65 років та старші. Медіана віку мешканця становила 43,7 року. На 100 осіб жіночої статі у місті припадало 95,5 чоловіків;  на 100 жінок у віці від 18 років та старших — 87,8 чоловіків також старших 18 років.
Середній дохід на одне домашнє господарство  становив 51 712 долари США (медіана — 29 688), а середній дохід на одну сім'ю — 53 122 долари (медіана — 27 188). За межею бідності перебувало 29,8 % осіб, у тому числі 70,7 % дітей у віці до 18 років та 0,0 % осіб у віці 65 років та старших.
Цивільне працевлаштоване населення становило 110 осіб. Основні галузі зайнятості: освіта, охорона здоров'я та соціальна допомога — 25,5 %, науковці, спеціалісти, менеджери — 23,6 %, виробництво — 15,5 %, будівництво — 13,6 %.